# سيحون (نهر)
نهر سيحون (بالأوزبكية: Sirdaryo) هو أحد أنهار وسط آسيا وأحد أكبر نهرين في أوزبكستان.
يبلغُ طولُ نهر سيحون من منبعِه إلى مصبِّه (2700) كيلومتر، يجري خلالها عبر ثلاث جمهوريات إسلامية (سوفيتية سابقًا)، وهي: قرغيزستان، ثم أوزبكستان، ثم كازاخستان.
ينبعُ هذا النهرُ من مرتفعاتِ (بامير) الشمالية في جمهورية قرغيزيا (السوفيتية سابقًا). ويتّجهُ نهرُ سيحون غربًا من منبعِه في قرغيزيا حتى يدخلَ في جمهورية أوزبكستان عند مدينة قوقند، ثم يتجه شمالًا صوب مدينة طشقند مارٌا بأقاليم: إيلاق، وأشروسنة والشاش. ويُعرف سيحون في هذه المنطقة باسم نهر الشاش، وتقع عاصمة أوزبكستان طشقند إلى الشرقِ من نهر سيحون. ثم يدخلُ أراضي جمهورية كازاخستان من جهة الجنوب الغربي، متجها شمالًا حتى يصبَّ في بحيرة خوارزم (بحر آرال).

## مقالات ذات صلة
- نهر جيحون